# Дульцимер
Дульциме́р — струнный инструмент, родственный цитре. Чаще всего имеет 3−4 струны, гриф поделен на лады. Известен примерно с 1900 года, появился в районе Аппалачских гор в Северной Америке.
Хотя инструмент появился в районе, населённом преимущественно ирландцами и шотландцами, у него нет предшественников среди ирландских или шотландских народных инструментов. Впрочем, несколько подобных инструментов было известно в континентальной Европе.
Звук дульцимера тонкий, мягкий, металлический. Иногда звук описывают как звенящий, трескучий.
Существует несколько вариантов исполнения на инструменте. Обычно играют, положив его горизонтально на колени или подставку, одной рукой прижимают струны к грифу, а другой — защипывают, извлекая звук. Иногда защипывают не пальцами, а медиатором или пером. Широко применяют приём вибрато.
Различные вариации инструмента:
- По числу струн: от двух до двенадцати (сдвоенных).
- По форме корпуса: среди популярных форм — «песочные часы», в форме капли, трапециевидные, прямоугольные, эллиптические, в форме скрипки, лютни, или рыбы.
- По материалу: корпус инструмента изготавливается из древесины (сосна, ель, тополь, гикори и др.).